# Puksujärvi (Gällivare socken, Lappland, 744619-173496)
Puksujärvi är en sjö i Gällivare kommun i Lappland och ingår i Kalixälvens huvudavrinningsområde.